# Serie A playoff 2007-2008 (rugby a 15)
I play-off/play-out della serie A di rugby a 15 2007-08 si tennero dall'11 al 25 maggio 2008 e videro impegnate otto squadre provenienti dai campionati stagionali di serie A1 e serie A2.

## Squadre partecipanti

### Play-outsalvezza
1. Benevento (11ª serie A1)
2. Badia (12ª Serie A1)
3. CUS Padova (9ª serie A2)
4. Reggio Emilia (10ª serie A2)

### Play-offpromozione
1. Rugby Roma (1ª serie A1)
2. I Cavalieri (2ª serie A1)
3. L’Aquila (3ª serie A1)
4. S.S. Lazio (1ª serie A2)

## Formula
Per quanto riguarda i play-off:
- la seconda e la terza classificata di serie A1 si incontrarono in gara doppia nella prima semifinale
- la vincitrice della serie A1 e quella di A2 si incontrarono nella seconda semifinale, sempre in gara doppia.
- le vincitrici delle due semifinali si incontrarono per il titolo di campione d'Italia di serie A e la promozione in Super 10[1].

Relativamente ai play-out:
- le squadre agli ultimi due posti di serie A1 dovettero spareggiare con la terzultima e quartultima della serie A2 per mantenere il posto in A2 ed evitare la retrocessione in serie B.

Le squadre agli ultimi due posti di serie A1 dovettero spareggiare con la terzultima e quartultima della serie A2 per mantenere come minimo il posto in tale serie per la stagione successiva ed evitare la retrocessione in serie B.
Le sconfitte da tali spareggi furono retrocesse in serie B, mentre le vincenti furono riassegnate (se provenienti dalla A1) o rimasero in serie A2.
In ogni accoppiamento la squadra con il ranking più alto incontrò quella con ranking più basso in doppia gara, con quella d'andata in casa di quest'ultima.

## Play-out
|  | Play-out      |               |    |    |    |  |
|  |               |               |    |    |    |  |
|  | Reggio Emilia | Reggio Emilia | 12 | 18 | 30 |  |
|  | Benevento     | Benevento     | 13 | 24 | 37 |  |
|  | CUS Padova    | CUS Padova    | 19 | 12 | 31 |  |
|  | Badia         | Badia         | 21 | 16 | 37 |  |

## Play-off
|  | Semifinali | Semifinali  | Semifinali | Semifinali | Semifinali |  |  | Finale     | Finale     | Finale |  |
|  |            |             |            |            |            |  |  |            |            |        |  |
|  | 1A2        | S.S. Lazio  | 3          | 15         | 18         |  |  |            |            |        |  |
|  | 1A1        | Rugby Roma  | 16         | 17         | 33         |  |  | Rugby Roma | Rugby Roma | 24     |  |
|  | 3A1        | L’Aquila    | 30         | 18         | 48         |  |  | L’Aquila   | L’Aquila   | 10     |  |
|  | 2A1        | I Cavalieri | 15         | 21         | 36         |  |  |            |            |        |  |

### Finale
| Arbitro: | Alan Falzone (Padova) |

| |              | |
| Corona 18’ J. Todeschini 62’ | mt           | 80’ Games |
| Anversa 62’ | tr           | 80’ Peens |
| Anversa 7’, 40’ | c.p.         | 14’ Peens |
| Anversa 41’, 56’ | drop         | |
| · 68’ S. Bernardi · Francesio · J. Todeschini · Freschi · Corona · Anversa · 64’ Mazzi (c) · 55’ Murrazzani · Virgilio · Boscolo · 32’ Germán · 80+2’ Roldán · Martínez · Gatti · 49’ T. Perugini | Formazioni   | · Peens · Quartaroli 21’ · Varrella · Barrett · Santillo · Zullo · Hostiè 49’ · Giuria 13’ 16’ · McVerry (c) · Rotilio 41’ · F. Parisse 44’ · Siddons 76’ · Condorelli 49’ · Comperti 31’ 76’ · Ciancarella 57’ |
| · 49’ Martino · 55’ Giacci · 68’ Malipiero · 64’ Casasanta · 80+2’ Bernasconi | Sostituzioni | · Cerasoli 13’ 16’ 41’ · Paolucci 21’ · Vicerè 31’ · Games 44’ · Fidanza 49’ · Silva 49’ 74’ · Condorelli 57’                                                                                                   |
| Stefano Bordon | Allenatori   | Darren Coleman |

## Verdetti
- Rugby Roma: Campione d'Italia Serie A, promossa in Super 10 2008-09
- S.S. Lazio: promossa in serie A1 2008-09
- Benevento e Badia: riassegnate alla serie A2 2008-09 dopo spareggio
- CUS Padova e Reggio Emilia: retrocesse in serie B 2008-09 dopo spareggio
- Modena e Segni: retrocesse direttamente in serie B 2008-09